# Charles Herman Pritchett
Charles Herman Pritchett (* 9. Februar 1907 in Latham, Illinois; † 28. April 1995 in Santa Barbara, Kalifornien) war ein US-amerikanischer Politologe. Er galt als Experte für amerikanisches Verfassungsrecht und als Pionier eines verhaltenswissenschaftlichen Ansatzes in der Politikwissenschaft, insbesondere bei der Analyse von Entscheidungen des Obersten Gerichtshofs der Vereinigten Staaten (Supreme Court).

## Leben
Pritchett erwarb 1927 an der Millikin University einen Bachelor und 1937 – verzögert durch eine Erkrankung an Tuberkulose – an der University of Chicago einen Ph.D. Anschließend arbeitete er zunächst für die Tennessee Valley Authority, das Social Science Research Council und das U.S. Department of Labor, bevor er – nach einem Forschungsjahr in England – 1940 Mitglied des Lehrkörpers der University of Chicago wurde. Von 1948 bis 1955 und von 1958 bis 1964 war er Chairman der dortigen Abteilung für Politikwissenschaften. Gastprofessuren führten ihn 1963 an die Makerere-Universität (Uganda) und 1966 an die Stanford University. 1966 wurde er emeritiert, wechselte aber 1970 an die University of California, Santa Barbara, wo er bis 1974 lehrte.
Pritchet war 1963/64 Präsident der American Political Science Association, die seit 1991 einen C. Herman Pritchett Award für das beste politikwissenschaftliche Buch über Recht und Gerichtsbarkeit vergibt. 1988 wurde er in die American Academy of Arts and Sciences gewählt.
C. Herman Pritchett war mit Marguerite Lentler Pritchett (1906–1998) verheiratet. Ihr gemeinsames Grab befindet sich auf dem Santa Barbara Cemetery.

## Schriften (Auswahl)
- The Roosevelt Court (1948)
- The American Constitution (1959)
- Congress versus the Supreme Court (1961)
- The American Constitutional System (1963)